# 吕祖俭
呂祖儉（？—1198年），字子約，自號大愚叟，婺州（今金華）人，南宋官员、学者。

## 生平
以父廕入官。早年从兄吕祖谦学，并协助讲学丽泽书院。淳熙八年（1181年8月），奉派监明州仓，适逢呂祖謙去世，吕祖俭服兄丧一年而不赴任，麗澤書院由呂祖儉主持。
吕祖俭后历任衢州法曹、籍田令、司农簿、台州通判，办浙东赈务。庆元元年（1195年）任太府丞。时韩侂胄任枢密都承旨，与右丞相赵汝愚倾轧，韩侂胄指使正言李沐劾赵汝愚，并参劾颂赵汝愚者。吕祖俭上书，反对斥逐忠良老成之臣，说：“恐自是天下有当言之事，必称相视以为戒。钳口结舌之风，一成而不易反，是岂国家之利耶？”宋宁宗认为目无君主，“朋比罔上”，吕祖俭遂被贬置韶州，中途改吉州。
后吕祖俭遇赦，移置高安，居大愚山真如寺，自稱大愚叟。常穿草鞋上山採藥，以賣藥為生。和陳亮有交誼，陳亮曾曰：“子約以其兄之故，亦相與如骨肉。”著有《大愚集》11卷。庆元四年（1198年）卒。嘉定初赠朝奉郎、直秘阁，谥忠。

## 家族
兄呂祖謙。
有子呂喬年。

## 延伸阅读
[在维基数据编辑]
 《宋史/卷455》，出自脱脱《宋史》